# Госпитальерская колонизация Америки

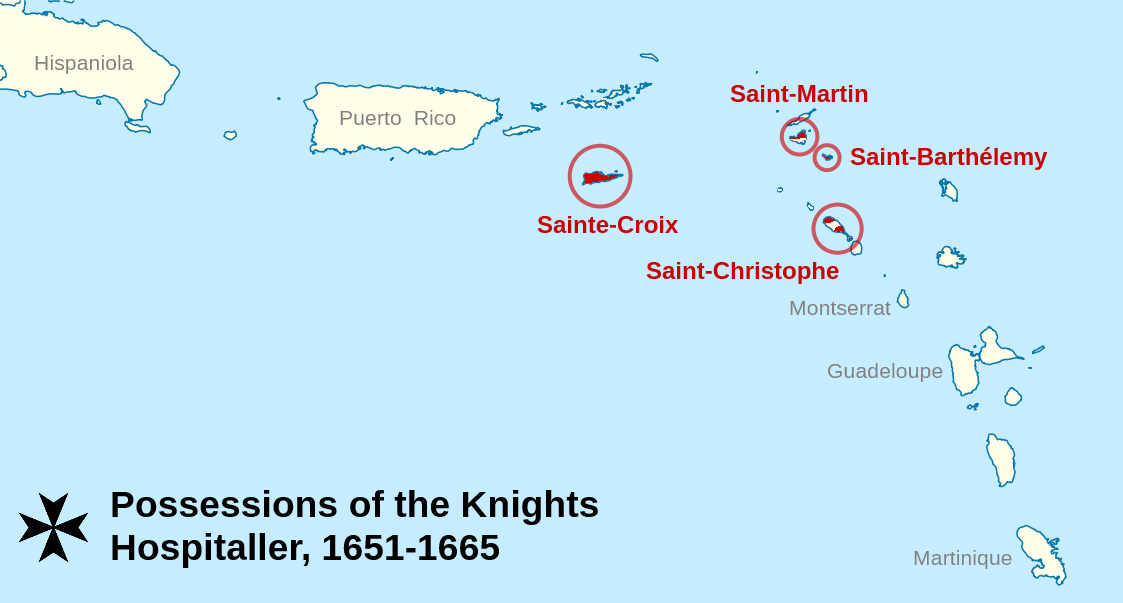
Карта территорий ордена в Карибском море

Госпитальерская колонизация Америки происходила в течение 14-летнего периода в XVII веке, когда рыцари-госпитальеры Мальты, в то время вассального государства Королевства Сицилии под руководством итальянского великого магистра Джованни Паоло (Жана Поля) Ласкариса, владели четырьмя островами в Карибском море: Сен-Кристоф(ер) (Сент-Китс), Сен-Мартен, Сен-Бартелеми (Сен-Бартельми) и Сен-Круа (Санта-Крус).
Присутствие рыцарей на Карибах стало результатом тесных отношений их ордена с французской знатью и пребывания многих членов ордена в Америке в качестве французских администраторов. Ключевой фигурой в их кратком колониальном походе был Филипп де Лонгвилье де Пуанси, который был одновременно рыцарем Мальтийского ордена и губернатором французских колоний в Карибском море. В 1651 году Пуанси убедил рыцарей выкупить острова у обанкротившейся Компании Американских Островов (Compagnie des Îles de l’Amérique) и правил ими до своей смерти в 1660 году. В это время Орден выступал в качестве владельца островов, в то время как король Франции продолжал сохранять номинальный суверенитет; однако Пуанси руководил в значительной степени независимо от обоих своих суверенов. В 1665 году госпитальеры продали свои права на острова новой Французской Вест-Индской компании, положив конец своему колониальному проекту.

## Контекст
С самого начала французской колонизации Америки члены Мальтийского ордена, феодального владения Сицилийской короны, играли видную роль в Новой Франции и на Французских Антильских островах. К тому времени большую часть ордена составляли французские аристократы, и многие французские морские офицеры проходили подготовку во флоте госпитальеров. Многие рыцари занимали высокие должности в ранней французской колониальной администрации, в том числе Аймар Шаст и Исаак де Разийи в Акадии, а также Шарль де Монманьи в Квебеке. В 1635 году Разийи предложил великому магистру ордена Антуану де Полю основать госпитальерский монастырь в Акадии, но тот отверг эту идею.
Следующий великий магистр, представитель византийского рода Ласкарисов Джованни Паоло Ласкарис, уделял колониальным делам больше внимания. В 1642 или 1643 году он был назван крёстным отцом новообращённого абенаки в Новой Франции. На крещении Ласкариса представлял Монманьи.
Основатель колоний госпитальеров Филипп де Лонгвилье де Пуанси начинал свою карьеру примерно так же, как и эти колониальные администраторы. Лонгвилье сражался с турками-османами на Средиземном море и участвовал в осаде острова Ре и Ла-Рошели в 1627 году. В промежутке он служил под началом Разили в Акадии, командуя фортом.

## История

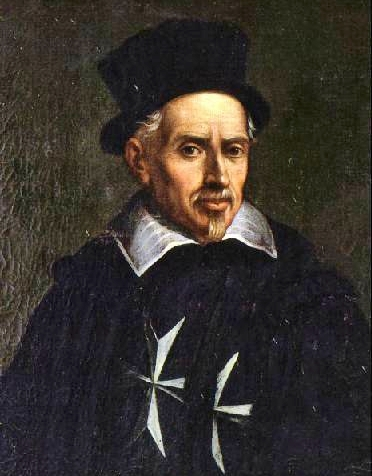
Великий Магистр Джованни Паоло Ласкарис

Пуанси впервые отправился на Сент-Кристофер в 1639 году в качестве назначенного губернатора Компании Американских островов. Вскоре после этого король Людовик XIII назначил Пуанси своим генерал-лейтенантом всего Карибского бассейна. Пойнси начал вкладывать значительные средства в строительные проекты на острове. Он распространил французское господство на другие острова, основав первое европейское поселение на Сен-Бартелеми в 1648 году, а затем также поселение на Сен-Круа в 1650—1651 годах. Он отправил еще 300 человек для подкрепления и захвата небольшого французского поселения на Сен-Мартене. Там он заключил Договор Конкордии 1648 года, определивший границу между французскими и нидерландскими поселениями, которая сохраняется и по сей день.
Пуанси также утвердился в качестве абсолютного правителя островов, сопротивляясь власти банкротившейся французской компании. Он ввязался в конфликт с миссионерами-капуцинами, которые не одобряли общение губернатора с местными английскими, голландскими и гугенотскими протестантами, а также его отказ освободить детей крещёных рабов. Пуанси также вызывал негодование своим резким обращением с сопротивлявшимися ему подданными. Кроме того, он навлёк на себя немилость Мальтийского ордена, используя доходы от комтурских поместий ордена в Европе для оплаты своего роскошного образа жизни на острове. Директора компании приняли решение отозвать расточительного и склонного к алкоголизму Пуанси. Они поручили заменить его дворянину из Бургундии Ноэлю Патроклу де Туази, получив от короля приказ отозвать губернатора обратно во Францию. Однако Пуанси подчиниться отказался. Его ополчение изгнало с острова Туази, который был схвачен и отправлен обратно в метрополию в цепях.
Стремясь сохранить свое положение, Пуанси в 1649 году предложил Мальтийскому ордену купить острова. К этому времени компания пришла в упадок. Сам Пуанси, бросив вызов её авторитету, вскрыл её неэффективность. В то же время, главный министр Франции кардинал Мазарини был занят Вестфальским миром и не мог уделять внимание колонизации. В 1651 году компания была распущена; права на эксплуатацию её владений были проданы разным сторонам: так, Мартиника, Гваделупа и несколько других островов отошли частным лицам.
Госпитальеры, с одобрения Великого магистра Ласкариса, купили Сен-Кристоф, а также недавно приобретённые владения Пуанси: Сен-Круа, Сен-Бартелеми и Сен-Мартен. Посол рыцарей при французском дворе Жак де Сувре подписал соответствующее соглашение. Права собственности Ордена были подтверждены в договоре с Францией два года спустя: в то время как король оставался сувереном, рыцари имели полную светскую и духовную юрисдикцию на своих островах. Единственным ограничением их правления было то, что они могли посылать только французских рыцарей для управления островами, а при восшествии на престол каждого нового короля Франции они должны были предоставлять золотую корону стоимостью 1000 экю.

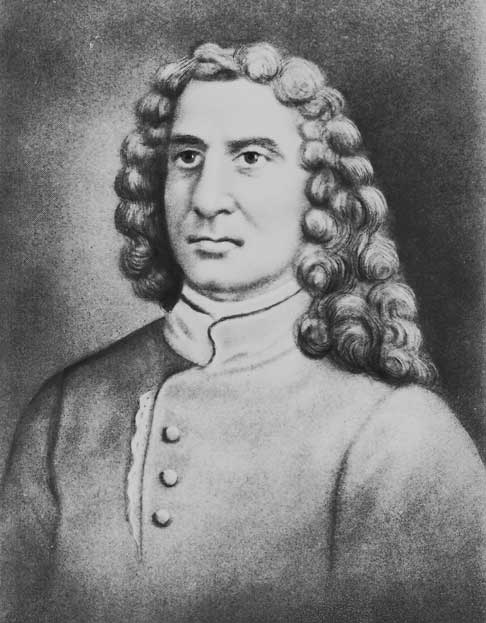
Шарль Жак Юо де Монманьи

Совет Великого магистра постановил, что Пуанси может продолжать исполнять обязанности губернатора, но также назначил бывшего губернатора Новой Франции Шарля де Монманьи «генеральным проконсулом», отправив его представлять их интересы на острове Сент-Кристофер. Монманьи надеялся помочь Пуанси привести в порядок финансы колоний. Однако Пуанси снова воспротивился любому вмешательству извне; как только Монманьи вернулся во Францию, Пуанси отослал человека, оставленного вместо него. В 1653 году Орден вторично отправил Монманьи в качестве «лейтенант-губернатора». Он официально вступил во владение островами от имени Великого Магистра. Однако Пуанси по-прежнему отказывался делиться властью, и Монманьи быстро отстранился от дел, выжидая своего часа на ферме в Сент-Кристофере и надеясь занять место Пуанси после его смерти. Однако в конечном итоге Монманьи умер первым, в 1657 году.
Пуэнси продолжал развивать колонии. Он построил на острове Сен-Кристофер мощные и впечатляющие укрепления, а также церкви, дороги, больницу и собственную большую резиденцию — Шато-де-ла-Монтань. За пределами столицы правление госпитальеров было более шатким. Поселение на острове Сен-Бартелеми подверглось нападению карибов, и те, кто не погиб, покинули остров. Чтобы заменить их, Пуанси послал группу из 30 человек, и к 1664 году число колонистов выросло до 100 человек. В 1657 году восстание свергло режим госпитальеров на острове Сен-Круа. Пуанси послал нового губернатора, чтобы восстановить порядок, возвести укрепления и монастырь, а также начать расчистку большей части лесов острова для плантационного сельского хозяйства.
На смену Монманьи Орден направил двух новых вице-губернаторов. Более известным из них был Шарль де Сальс (Сальский), родственник святого Франциска Сальского, который пользовался популярностью у жителей острова. Незадолго до своей смерти в 1660 году Пуанси подписал мирный договор с англичанами и карибами острова Сент-Кристофер, но мир продлился недолго. Когда Пуанси на посту губернатора сменил де Сальс, а рыцари официально отказались от контроля над островами, в 1666 году на острове начались бои между французами и англичанами. Де Сальс был убит в битве при Кайенне, но французы удержали свои поселения.
К началу 1660-х годов росло недовольство тем, что колонии не приносили прибыли. Орден всё ещё был должен Франции деньги за первоначальную покупку островов, и на Мальте рыцари спорили, стоит ли продавать их обратно. Теперь у власти при дворе короля Людовика XIV находился Жан-Батист Кольбер, гораздо больше заинтересованный в колонизации, чем Мазарини, и оказывал давление на рыцарей, требуя продажи их владений. В 1665 году рыцари продали свою колонию недавно созданной Французской Вест-Индской компании (Compagnie des Indes occidentales).

### Губернаторы-госпитальеры на острове Сент-Кристофер
- Филипп де Лонгвилье де Пуанси, 1651—1660 (губернатор от Компании Американских островов с 1639)
- Шарль де Саль, 1660—1666
- Клод де Ру де Сен-Лоран, 1666—1689

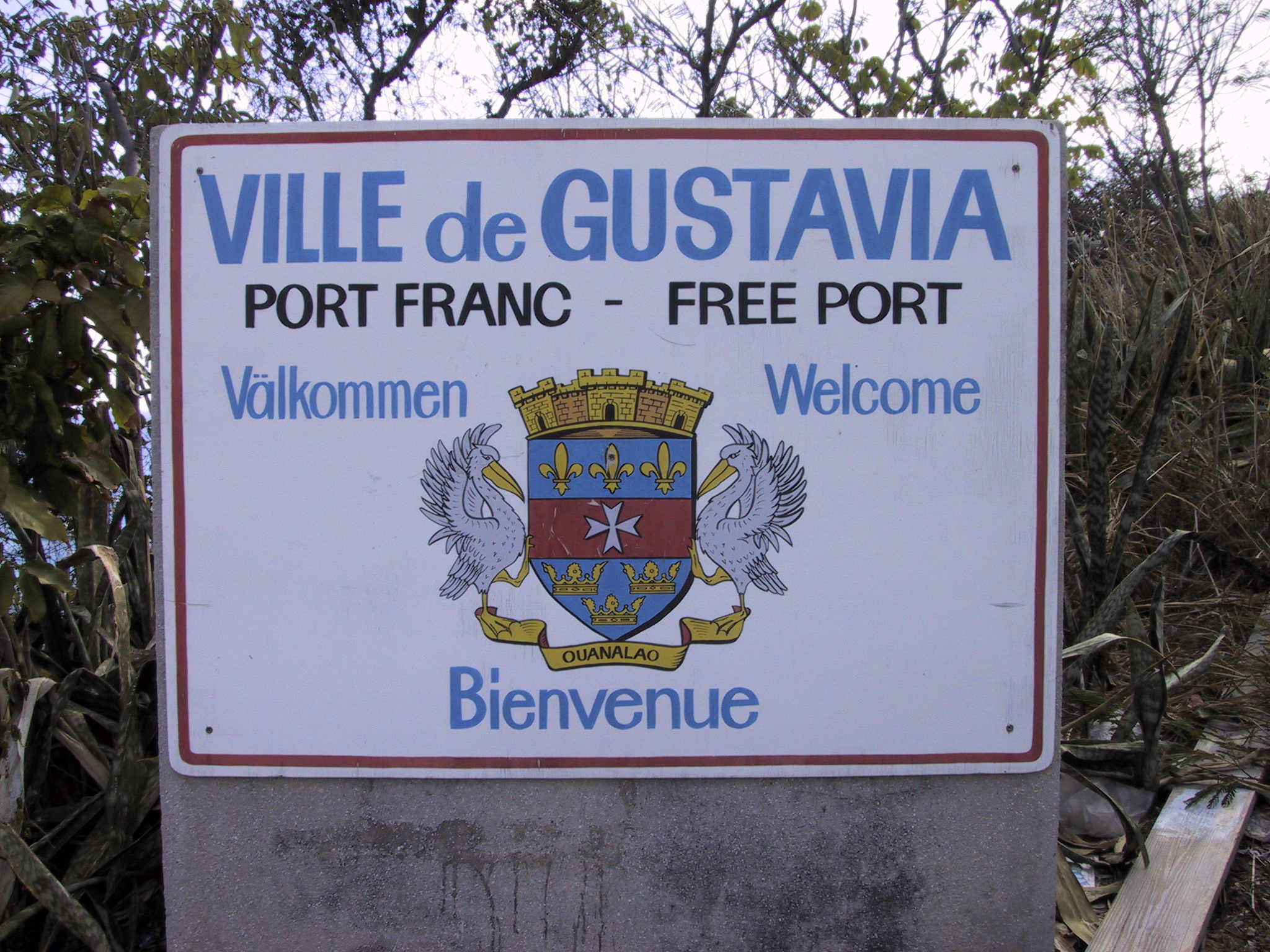
Герб Сен-Бартельми.

## Наследие
Мальтийские рыцари больше не основывали колоний. Однако члены ордена продолжали активно действовать на французском флоте и в заморских владениях империи. Несколько человек были вовлечены в аферу Миссисипской компании в начале XVIII века. Затем госпитальер Этьен-Франсуа Тюрго безуспешно пытался поселить мальтийцев в Гвиане.
На Антильских островах до сих пор сохранились воспоминания о коротком периоде оккупации госпитальерами. Правление Пуанси на Сент-Китсе запомнилось зрелищем его величественного двора, все слуги которого были одеты в эмблемы рыцарей. На острове Сент-Круа можно встретить упоминания о «семи флагах» в истории острова, включая рыцарей Мальтийского ордена (а также США и пятерых европейских стран). На гербе Сен-Бартелеми изображен мальтийский крест на красном поясе, символизирующий период колонизации госпитальерами.